# 박루슬란
박루슬란(카자흐어: Руслан Пак)은 카자흐스탄 고려인 영화 감독이다.
2006년 한국예술종합학교에 입학하였다. 2012년 《하나안》으로 데뷔했고, 2020년 《쓰리》로 부산국제영화제 뉴 커런츠상을 받았다.

## 작품
- 《하나안》(2012)
- 《쓰리: 아직 끝나지 않았다》(2020)